# Tunel (roman)
Tunel (na španjolskom El Túnel) je roman argentinskog pisca Ernesta Sábata objavljen 1948. Opisuje poniranje u ludilo slikara Castela zbog opsesije djevojkom, a naslov proizlazi iz njegovog poimanja života kao kretanja kroz tamni i samotni tunel koji ga dijeli od ostalih ljudi.  
Roman odiše mračnom atmosferom i teškim pesimizmom.  Sabato ga je napisao u fazi duboke depresije za vrijeme boravka u Parizu nakon dužeg razdoblja koje je proveo u argentinskim planinama gdje je u samoći razmišljao o svijetu i smislu života.  U domovini je jedva uspio pronaći izdavača, a mnogi tamošnji intelektualci bili su sumnjičavi spram kvalitete književnog djela koje piše jedan fizičar.  No odmah po objavljivanju je naišao na pozitivne kritike i bio rasprodan, a privukao je i pažnju Alberta Camusja koji ga je zatim popularizirao u Europi.  Nakon toga, Sabato je napisao još dva romana: O junacima i grobovima i Abadon, anđeo uništenja. 

## Radnja
Juan Pablo Castel je 38-godišnji slikar, razočaran čovječanstvom, osamljen i sklon depresiji.  U uvodu priznaje da je ubio 26-godišnju djevojku Mariju Iribarne Hunter, a kroz ostatak romana opisuje svoju vezu s njom i razloge koju su doveli do takvog raspleta.  Radnja se odvija 1946. u Buenos Airesu
Na jednoj od svojih izložbi Castel opaža djevojku koja se zagledala u detalj njegove slike na koji nitko drugi nije obraćao pažnju.  Detalj je neodređeni izraz njegove tjeskobe i samoće; ni on sam ne može potpuno objasniti zašto ga je naslikao, ali ipak smatra ga ključnim dijelom slike.   Zbog toga se jako zainteresira za nepoznatu djevojku, no kako ju u gužvi nije uspio kontaktirati niti na bilo koji način doznati tko je ona, hvata ga sve veći nemir i depresija.  Mašta o susretu s njom i pomno razrađuje planove kako joj prići ako je doista susretne u milijunskom gradu;  ona mu postaje glavna preokupacija u životu.
Nakon nekoliko mjeseci je doista susreće na ulici i prati u poslovnu zgradu.  Otvoreno joj iznosi svoje misli na što se ona preplaši i pobjegne.  Prije mu ipak priznaje da je često razmišljala o detalju sa slike pa je Castel želi opet vidjeti.  Toga, i sljedećeg dana nadzire ulaz u zgradu ne bi li ju ugledao;  opet ju susreće i ovaj put razgovaraju.  Saznaje da se zove Maria Iribarne Hunter i da živi sa svojim slijepim mužom Allendeom.  Unatoč tome upuštaju se u ljubavnu vezu.  Castel je u početku sretan jer mu se čini da se s Marijom dobro razumije, ali postupno prevladava mračna strana njegove ličnosti i hvataju ga sve veća ljubomora i paranoja.  Razlog njegove sumnjičavosti su nepoznati detalji Marijinog života koji ga navode na pomisao da ona samo glumi ljubav prema njemu te da viđa i mnoge druge muškarce.  Veza se sve više komplicira zbog Castelovih okrutnih provokacija kojima nastoji izvući istinu od Marije;  često biva uvrijeđena, a on je redovito moli za oprost.  
Na imanju izvan grada upoznaje se s njenim rođakom Hunterom; Castel ga od početka prezire i smatra Marijinim ljubavnikom.  Iako s Marijom ima sličnih osobina i stavova, njezino nerazumljivo ponašanje ga izluđuje;. već potpuno očajnom Castelu ona zadaje konačni udarac ne došavši na dogovoreni sastanak.  On brzo saznaje da je otišla Hunteru i to smatra potvrdom svoje teorije da su ljubavnici te ga to konačno slama;  osjeća se prevarenim i hvata ga napadaj luđačke mržnje.  Uzima nož i odlazi na Hunterovo imanje gdje se skriva i čeka da Marija ostane sama, a zatim je ubija.  Odlazi njezinom mužu da bi mu objasnio kako ga je Marija varala s drugim muškarcima, na što se ovaj neobično razbjesni na njega (kasnije saznajemo da je Allende počinio samoubojstvo!).  Zatim se Castel predaje policiji i završava u zatvoru.  
"Barem mogu slikati, premda slutim da mi se liječnici smiju iza leđa, kao što slutim da su se smijali i tijekom suđenja kada sam spomenuo scenu s prozorom. Postojalo je samo jedno biće koje je razumjelo moje slikarstvo. Ove slike, međutim, zacijelo svaki put potvrđuju njihovo glupo gledište. A zidovi ovog pakla bit će utoliko svakog dana sve nepropusniji."
Budući da je roman ispričan u prvom licu, od strane subjektivnog pripovjedača Castela, ne možemo sa sigurnošću znati je li njegovo viđenje situacije ispravno; obične detalje on često razvija do nevjerojatnih razmjera, a konačni postupci su mu suludi.  No, iako je paranoičan i često pod dojmom jakih osjećaja, njegovo hladno, analitičko sagledavanje situacije i logika ipak se čine razumnima.  Prava istina u vezi Marije i neobičnih detalja iz njezinog života koji muče Castela na kraju ostaje nepoznata.  Sabato razjašnjava situaciju u svojem sljedećem romanu, O junacima i grobovima, gdje se Fernando Vidal, paranoik sličan Castelu, nakratko osvrće na slučaj iz Tunela i tumači ga kao dio zavjere misteriozne sekte slijepaca koja kontrolira svijet.

## Teme i tumačenja
Castel smatra da je cijeli njegov život kretanje kroz mračni tunel koji ga izolira od drugih ljudi.  U jednom trenutku mu se učinilo da je i Marija slična njemu, da se usporedno kreće kroz svoj tunel koji se spojio s njegovim pomoću detalja sa slike.  
"I bilo je kao da smo nas dvoje živjeli u usporednim prolazima ili tunelima… (…) No jesu li se prolazi doista sjedinili i naše duše spojile?  Kako li je sve to bila moja glupa tlapnja! (…) … u svakom slučaju postoji samo jedan tunel, mračan i samotan: moj, tunel u kojemu je proteklo moje djetinjstvo, moja mladost, cijeli moj život." (XXXVI)
Željka Lovrenčić u svojoj knjizi "Obrasci fantastike u hispanoameričkom romanu" iznosi sljedeće objašnjenje ubojstva Marije: "Castel mora ubiti Mariju jer se ne može suočiti s Apsolutom, s Idealom. On je želi u potpunosti posjedovati.  Poput očajnika želi povratiti smisao Apsoluta, a kad mu to ne uspije, mora usmrtiti Mariju. Za Castela, Marija je simbol težnje k nečemu nemogućem i zato će umrijeti."
Uočljiva je i tema logike: Castel kroz cijeli roman nastoji analitički sagledati i razumjeti situaciju, no njegovi naizgled razumni zaključci ga redovito vode do suludih radnji koje na kraju rezultiraju tragedijom.

## Citati
- "Da je svijet užasan istina je koju nije potrebno dokazivati.  U svakom slučaju, bila bi dovoljna samo jedna činjenica: u koncentracijskom logoru neki se bivši pijanist požalio na glad i onda su ga primorali da pojede štakora, ali živog." (I)
- "Nasmijavaju me oni koji nastupaju sa skromnošću Einsteina ili njemu sličnih.  Odgovor: lako je biti skroman onome tko je slavan.  To jest: praviti se skroman." (II)
- "U društvu postoje vodoravni slojevi, koje tvore osobe sličnih ukusa i u tim slojevima slučajni susreti nisu rijetki; pogotovo ako je uzrok raslojavanja neko obilježje manjina. (...)  Ne govorim otrcane stvari: to zna svaki prijatelj glazbe, esperanta, spiritizma." (V)
- "Neki izdvojeni ljudi, neke žene, bili su mi vrlo dragi, (...) no općenito govoreći, ljudski rod mi je oduvijek bio dostojan prijezira." (XI)
- "Koliku sam nježnost osjećao u duši, kako mi se lijep činio svijet, ljetno popodne, djeca koja su se igrala na pločniku!  Sada mislim do koje mjere ljubav zasljepljuje i kakva joj je čarobna moć preobrazbe.  Ljepota svijeta!  Da umreš od smijeha!" (XVI)
- "Život se doima poput duge noćne more, koje se međutim možemo oslobodit smrću, koja bi pak bila kao svojevrsno buđenje.  Ali buđenje za što?" (XXI)